# Pallamano ai Giochi della XX Olimpiade
Il torneo di pallamano della XX Olimpiade fu il secondo torneo olimpico a essere disputato. Si svolse dal 30 agosto al 10 settembre 1972 a Monaco di Baviera e vide la vittoria per la prima volta della Jugoslavia. La pallamano tornò a far parte del programma olimpico dopo l'apparizione ai giochi di Berlino 1936. Anche in questa edizione il torneo venne riservato alle sole rappresentative maschili, ma venne giocato secondo le regole moderne della pallamano.

## Formula
Al torneo presero parte 16 rappresentative nazionali, che vennero suddivise in quattro gruppi. Le prime due classificate accedevano ai due gironi finali, le terze accedevano a un torneo a eliminazione diretta valevole per i piazzamenti dal 9º al 12º posto, mentre le quarte accedevano alla disputa per i piazzamenti dal 13º al 16º posto.
I due gironi finali erano composti uno dalle squadre provenienti dai gruppi A e B, e l'altro dalle squadre provenienti dai gruppi C e D, portandosi il risultato acquisito nella prima fase. Le vincitrici dei due gironi disputarono la finale per la medaglia d'oro, le seconde per il bronzo, le terze per il 5º posto, e le quarte per il 7º posto.

## Calendario
| Pallamano ai Giochi della XX Olimpiade | Pallamano ai Giochi della XX Olimpiade | Pallamano ai Giochi della XX Olimpiade | Pallamano ai Giochi della XX Olimpiade | Pallamano ai Giochi della XX Olimpiade | Pallamano ai Giochi della XX Olimpiade | Pallamano ai Giochi della XX Olimpiade | Pallamano ai Giochi della XX Olimpiade | Pallamano ai Giochi della XX Olimpiade | Pallamano ai Giochi della XX Olimpiade | Pallamano ai Giochi della XX Olimpiade | Pallamano ai Giochi della XX Olimpiade | Pallamano ai Giochi della XX Olimpiade | Pallamano ai Giochi della XX Olimpiade |
| Ago/Set'72                             | 30                                     | 31                                     | 1                                      | 2                                      | 3                                      | 4                                      | 5                                      | 6                                      | 7                                      | 8                                      | 9                                      | 10                                     | Totale                                 |
| -------------------------------------- | -------------------------------------- | -------------------------------------- | -------------------------------------- | -------------------------------------- | -------------------------------------- | -------------------------------------- | -------------------------------------- | -------------------------------------- | -------------------------------------- | -------------------------------------- | -------------------------------------- | -------------------------------------- | -------------------------------------- |
| Uomini                                 | 1ºT                                    |                                        | 1ºT                                    |                                        | 1ºT                                    |                                        | GF                                     | GF                                     | Pia                                    | GF                                     | Pia                                    | Fin                                    | 1                                      |
| Totale                                 |                                        |                                        |                                        |                                        |                                        |                                        |                                        |                                        |                                        |                                        |                                        | 1                                      | 1                                      |

| Gironi preliminari | Piazzamenti | Gironi finali | Finali |

## Squadre partecipanti
|                                    | Data                     | Sede        | Posti | Qualificate                                                              |
| ---------------------------------- | ------------------------ | ----------- | ----- | ------------------------------------------------------------------------ |
| Paese organizzatore                |                          |             | 1     | Germania Ovest                                                           |
| Campionato mondiale 1970           | 26 febbraio-8 marzo 1970 | Francia     | 7     | Romania Germania Est Jugoslavia Danimarca Svezia Cecoslovacchia Ungheria |
| Torneo di qualificazione asiatico  | 13-29 novembre 1971      | Giappone    | 1     | Giappone                                                                 |
| Torneo di qualificazione americano | 2-6 febbraio 1972        | Stati Uniti | 1     | Stati Uniti                                                              |
| Torneo di qualificazione europeo   | 15-23 marzo 1972         | Spagna      | 5     | Unione Sovietica Norvegia Islanda Polonia Spagna                         |
| Torneo di qualificazione africano  | 25-31 marzo 1972         | Tunisia     | 1     | Tunisia                                                                  |

## Risultati

### Fase a gruppi

#### Gruppo A

##### Classifica
| Pos. | Squadra          | Pt | G | V | N | P | GF | GS | DR |
| ---- | ---------------- | -- | - | - | - | - | -- | -- | -- |
| 1.   | Svezia           | 4  | 3 | 1 | 2 | 0 | 40 | 34 | +6 |
| 2.   | Unione Sovietica | 4  | 3 | 1 | 2 | 0 | 40 | 34 | +6 |
| 3.   | Polonia          | 3  | 3 | 1 | 1 | 1 | 35 | 38 | -3 |
| 4.   | Danimarca        | 1  | 3 | 0 | 1 | 2 | 30 | 39 | -9 |

##### Risultati
| Ulma 30 agosto 1972 | Danimarca | 12 – 12 (6-7) | Unione Sovietica |  |

| Ulma 30 agosto 1972 | Svezia | 13 – 13 (5-7) | Polonia |  |

| Göppingen 1º settembre 1972 | Danimarca | 8 – 11 (4-6) | Polonia |  |

| Göppingen 1º settembre 1972 | Svezia | 11 – 11 (4-3) | Unione Sovietica |  |

| Böblingen 3 settembre 1972 | Danimarca | 10 – 16 (4-8) | Svezia |  |

| Böblingen 3 settembre 1972 | Unione Sovietica | 17 – 11 (9-4) | Polonia |  |

#### Gruppo B

##### Classifica
| Pos. | Squadra        | Pt | G | V | N | P | GF | GS | DR  |
| ---- | -------------- | -- | - | - | - | - | -- | -- | --- |
| 1.   | Germania Est   | 6  | 3 | 3 | 0 | 0 | 51 | 32 | +19 |
| 2.   | Cecoslovacchia | 3  | 3 | 1 | 1 | 1 | 56 | 40 | +16 |
| 3.   | Islanda        | 3  | 3 | 1 | 1 | 1 | 57 | 51 | +6  |
| 4.   | Tunisia        | 0  | 3 | 0 | 0 | 3 | 32 | 73 | -41 |

##### Risultati
| Augusta 30 agosto 1972 | Germania Est | 16 – 11 (7-6) | Islanda |  |

| Augusta 30 agosto 1972 | Cecoslovacchia | 25 – 7 (10-3) | Tunisia |  |

| Ulma 1º settembre 1972 | Germania Est | 21 – 9 (11-2) | Tunisia |  |

| Ulma 1º settembre 1972 | Cecoslovacchia | 19 – 19 (8-10) | Islanda |  |

| Göppingen 3 settembre 1972 | Germania Est | 14 – 12 (5-4) | Cecoslovacchia |  |

| Göppingen 3 settembre 1972 | Islanda | 27 – 16 (14-7) | Tunisia |  |

#### Gruppo C

##### Classifica
| Pos. | Squadra        | Pt | G | V | N | P | GF | GS | DR |
| ---- | -------------- | -- | - | - | - | - | -- | -- | -- |
| 1.   | Romania        | 6  | 3 | 3 | 0 | 0 | 46 | 37 | +9 |
| 2.   | Germania Ovest | 3  | 3 | 1 | 1 | 1 | 39 | 38 | +1 |
| 3.   | Norvegia       | 3  | 3 | 1 | 1 | 1 | 48 | 50 | -2 |
| 4.   | Spagna         | 0  | 3 | 0 | 0 | 3 | 39 | 47 | -8 |

##### Risultati
| Böblingen 30 agosto 1972, ore 20:30 | Romania | 18 – 14 (11-10) | Norvegia |  |

| Böblingen 30 agosto 1972 | Germania Ovest | 13 – 10 (7-5) | Spagna |  |

| Augusta 1º settembre 1972, ore 20:45 | Romania | 15 – 12 (6-4) | Spagna |  |

| Augusta 1º settembre 1972 | Germania Ovest | 15 – 15 (7-8) | Norvegia |  |

| Monaco di Baviera 3 settembre 1972 | Romania | 13 – 11 (5-5) | Germania Ovest |  |

| Monaco di Baviera 3 settembre 1972 | Norvegia | 19 – 17 (10-4) | Spagna |  |

#### Gruppo D

##### Classifica
| Pos. | Squadra     | Pt | G | V | N | P | GF | GS | DR  |
| ---- | ----------- | -- | - | - | - | - | -- | -- | --- |
| 1.   | Jugoslavia  | 6  | 3 | 3 | 0 | 0 | 63 | 45 | +18 |
| 2.   | Ungheria    | 4  | 3 | 2 | 0 | 1 | 64 | 45 | +19 |
| 3.   | Giappone    | 2  | 3 | 1 | 0 | 2 | 46 | 56 | -10 |
| 4.   | Stati Uniti | 0  | 3 | 0 | 0 | 3 | 46 | 73 | -27 |

##### Risultati
| Göppingen 30 agosto 1972 | Jugoslavia | 20 – 14 (11-7) | Giappone |  |

| Göppingen 30 agosto 1972 | Ungheria | 28 – 15 (16-8) | Stati Uniti |  |

| Böblingen 1º settembre 1972 | Jugoslavia | 25 – 15 (11-9) | Stati Uniti |  |

| Böblingen 1º settembre 1972 | Ungheria | 20 – 12 (10-7) | Giappone |  |

| Augusta 3 settembre 1972 | Jugoslavia | 18 – 16 (9-8) | Ungheria |  |

| Augusta 3 settembre 1972 | Giappone | 20 – 16 (9-9) | Stati Uniti |  |

### Piazzamenti per il 13º posto

#### Tabellone
|  | Semifinali  | Semifinali  | Semifinali  |             |           | Finale 13º posto | Finale 13º posto | Finale 13º posto |  |
|  |             |             |             |             |           |                  |                  |                  |  |
|  | Danimarca   | Danimarca   | 29          |             |           |                  |                  |                  |  |
|  | Danimarca   | Danimarca   | 29          |             |           |                  |                  |                  |  |
|  | Tunisia     | Tunisia     | 21          |             |           |                  |                  |                  |  |
|  | Tunisia     | Tunisia     | 21          |             | Danimarca | Danimarca        | 19               |                  |  |
|  |             |             |             |             | Danimarca | Danimarca        | 19               |                  |  |
|  |             |             | Stati Uniti | Stati Uniti | 18        |                  |                  |                  |  |
|  | Stati Uniti | Stati Uniti | Stati Uniti | Stati Uniti | 18        | 22               |                  |                  |  |
|  | Stati Uniti | Stati Uniti |             |             |           | 22               |                  |                  |  |
|  | Spagna      | Spagna      | 20          |             |           | Finale 15º posto | Finale 15º posto | Finale 15º posto |  |
|  | Spagna      | Spagna      | 20          |             |           |                  |                  |                  |  |
|  |             |             |             |             |           |                  |                  |                  |  |
|  |             |             |             |             |           | Spagna           | Spagna           | 23               |  |
|  |             |             |             |             |           | Spagna           | Spagna           | 23               |  |
|  |             |             |             |             |           | Tunisia          | Tunisia          | 20               |  |

#### Semifinali
| Monaco di Baviera 7 settembre 1972 | Danimarca | 29 – 21 (11-9) | Tunisia |  |

| Monaco di Baviera 7 settembre 1972 | Stati Uniti | 22 – 20 (8-11) | Spagna |  |

#### Finale 15º posto
| Monaco di Baviera 9 settembre 1972 | Spagna | 23 – 20 (11-10) | Tunisia |  |

#### Finale 13º posto
| Monaco di Baviera 9 settembre 1972 | Danimarca | 19 – 18 (12-6) | Stati Uniti |  |

### Piazzamenti per il 9º posto

#### Tabellone
|  | Semifinali | Semifinali | Semifinali |         |          | Finale 9º posto  | Finale 9º posto  | Finale 9º posto  |  |
|  |            |            |            |         |          |                  |                  |                  |  |
|  | Polonia    | Polonia    | 20         |         |          |                  |                  |                  |  |
|  | Polonia    | Polonia    | 20         |         |          |                  |                  |                  |  |
|  | Islanda    | Islanda    | 17         |         |          |                  |                  |                  |  |
|  | Islanda    | Islanda    | 17         |         | Norvegia | Norvegia         | 23               |                  |  |
|  |            |            |            |         | Norvegia | Norvegia         | 23               |                  |  |
|  |            |            | Polonia    | Polonia | 20       |                  |                  |                  |  |
|  | Norvegia   | Norvegia   | Polonia    | Polonia | 20       | 19               |                  |                  |  |
|  | Norvegia   | Norvegia   |            |         |          | 19               |                  |                  |  |
|  | Giappone   | Giappone   | 17         |         |          | Finale 11º posto | Finale 11º posto | Finale 11º posto |  |
|  | Giappone   | Giappone   | 17         |         |          |                  |                  |                  |  |
|  |            |            |            |         |          |                  |                  |                  |  |
|  |            |            |            |         |          | Giappone         | Giappone         | 19               |  |
|  |            |            |            |         |          | Giappone         | Giappone         | 19               |  |
|  |            |            |            |         |          | Islanda          | Islanda          | 18               |  |

#### Semifinali
| Monaco di Baviera 7 settembre 1972 | Polonia | 20 – 17 (10-7) | Islanda |  |

| Monaco di Baviera 7 settembre 1972 | Norvegia | 19 – 17 (8-9) | Giappone |  |

#### Finale 11º posto
| Monaco di Baviera 9 settembre 1972 | Giappone | 19 – 18 (11-12) | Islanda |  |

#### Finale 9º posto
| Monaco di Baviera 9 settembre 1972 | Norvegia | 23 – 20 (d.t.s.) (10-10; 19-19) | Polonia |  |

### Fase finale

#### Gruppo E

##### Classifica
| Pos. | Squadra          | Pt | G | V | N | P | GF | GS | DR |
| ---- | ---------------- | -- | - | - | - | - | -- | -- | -- |
| 1.   | Cecoslovacchia   | 4  | 3 | 2 | 0 | 1 | 42 | 38 | +4 |
| 2.   | Germania Est     | 4  | 3 | 2 | 0 | 1 | 36 | 34 | +2 |
| 3.   | Unione Sovietica | 3  | 3 | 1 | 1 | 1 | 34 | 34 | 0  |
| 4.   | Svezia           | 1  | 3 | 0 | 1 | 2 | 34 | 40 | -6 |

##### Risultati
| Monaco di Baviera 5 settembre 1972 | Cecoslovacchia | 15 – 12 (7-6) | Svezia |  |

| Monaco di Baviera 6 settembre 1972 | Unione Sovietica | 11 – 8 (4-4) | Germania Est |  |

| Monaco di Baviera 8 settembre 1972 | Germania Est | 14 – 11 (8-6) | Svezia |  |

| Monaco di Baviera 8 settembre 1972 | Cecoslovacchia | 15 – 12 (7-7) | Unione Sovietica |  |

#### Gruppo F

##### Classifica
| Pos. | Squadra        | Pt | G | V | N | P | GF | GS | DR  |
| ---- | -------------- | -- | - | - | - | - | -- | -- | --- |
| 1.   | Jugoslavia     | 6  | 3 | 3 | 0 | 0 | 56 | 44 | +12 |
| 2.   | Romania        | 4  | 3 | 2 | 0 | 1 | 46 | 39 | +7  |
| 3.   | Germania Ovest | 2  | 3 | 1 | 0 | 2 | 43 | 51 | -8  |
| 4.   | Ungheria       | 0  | 3 | 0 | 0 | 3 | 44 | 55 | -11 |

##### Risultati
| Monaco di Baviera 5 settembre 1972, ore 18:30 | Romania | 20 – 14 (11-6) | Ungheria |  |

| Monaco di Baviera 6 settembre 1972 | Germania Ovest | 15 – 24 (7-14) | Jugoslavia |  |

| Monaco di Baviera 8 settembre 1972, ore 18:15 | Romania | 13 – 14 (4-5) | Jugoslavia |  |

| Monaco di Baviera 8 settembre 1972 | Germania Ovest | 17 – 14 (8-6) | Ungheria |  |

#### Finale 7º posto
| Monaco di Baviera 10 settembre 1972 | Svezia | 19 – 18 (11-8) | Ungheria |  |

#### Finale 5º posto
| Monaco di Baviera 10 settembre 1972 | Unione Sovietica | 17 – 16 (10-9) | Germania Ovest |  |

#### Finale 3º posto
| Monaco di Baviera 10 settembre 1972 | Romania | 19 – 16 (11-8) | Germania Est |  |

#### Finale
| Monaco di Baviera 10 settembre 1972 | Jugoslavia | 21 – 16 (12-5) | Cecoslovacchia |  |

## Classifica finale
| Pos | Squadre          |
| --- | ---------------- |
|     | Jugoslavia       |
|     | Cecoslovacchia   |
|     | Romania          |
| 4   | Germania Est     |
| 5   | Unione Sovietica |
| 6   | Germania Ovest   |
| 7   | Svezia           |
| 8   | Ungheria         |
| 9   | Norvegia         |
| 10  | Polonia          |
| 11  | Giappone         |
| 12  | Islanda          |
| 13  | Danimarca        |
| 14  | Stati Uniti      |
| 15  | Spagna           |
| 16  | Tunisia          |

## Podio
| Oro | Argento | Bronzo |
| Jugoslavia | Cecoslovacchia | Romania |
| Zoran Živković Abas Arslanagić Miroslav Pribanić Petar Fajfrić Milorad Karalić Đorđe Lavrnić Slobodan Mišković Hrvoje Horvat Branislav Pokrajac Zdravko Miljak Milan Lazarević Nebojša Popović Zdenko Zorko Albin Vidović | František Králík Peter Pospíšil Ivan Satrapa Vladimír Jarý Jiří Kavan Andrej Lukošík Vladimír Haber Jindřich Krepindl Ladislav Beneš Vincent Lafko Jaroslav Konečný Pavel Mikeš František Bruna Zdeněk Škára Jaroslav Škarvan Arnošt Klimčík | Cornel Penu Alexandru Dincă Gabriel Kicsid Ghiţă Licu Cristian Gaţu Roland Guneš Radu Voina Simion Schobel Gheorghe Gruia Werner Stöckl Dan Marin Adrian Cosma Valentin Samungi Constantin Tudosie Ştefan Birtalan |